# جون باسكوم
جون باسكوم (بالإنجليزية: John U. Bascom) جراح أمريكي وباحث.

## حياته
ولد في 6 يونيو 1925، في ريتشموند (فيرجينيا)، والده كان معلماً في كلية الطب في قسم التشريح في ولاية فرجينيا. تخرج جون من الأكاديمية البحرية التجارية الأمريكية في كينغس بوينت، نيويورك، وخدم في المحيط الهادئ من عام 1943 حتى الماجستير في 1 أكتوبر 1946.

## تعليمه
حصل على درجة البكالوريوس في الفيزياء ودرجة الماجستير في العلوم البيولوجية من جامعة ولاية كنساس، وتخرج من مدرسة فينبرغ للطب في جامعة الشمال الغربي في 15 يونيو 1953. حصل على درجة الدكتوراه في الجراحة من جامعة منيسوتا في عام 1960، بحث جون في مواضيع خاصة بجراحة الأوعية الدموية مع الدكتور هيتشكوك.

## عمله
انتقل إلى ولاية أوريغون في عام 1960 وعمل في يوجين (أوريغون)، قام بالكثير من الأبحاث الهامة على الناسور الشعري (بالإنجليزية: Pilonidal cyst) والمعروف باسم الناسور العصعصي أو كيس الشعر; وهو عبارة عن كيس أو قناة تحتوي على شعر متساقط ويظهر في الغالب عند العقد الثاني من العمر وموقعه أسفل الظهر، يعاني مرضاه من آلاما وإفرازات دموية بصورة مزمنة أو يظهر بصورة مفاجئة على شكل خراج مسبباً آلام حادة وتورما أسفل الظهر. كما ساعد في العمليات الجراحية لعلاج أمرض الطحال. كما نشر مقالات عن موضوعات منها: الفتق.

## حياته الشخصية ووفاته
تزوج باسكوم من روث وكان لهما أربع بنات وابنين.
توفي جون في 22 مارس 2013.

## وصلات خارجية
- John U. Bascom memory page